# Ozodicera attenuata
Ozodicera attenuata är en tvåvingeart som beskrevs av Alexander 1920. Ozodicera attenuata ingår i släktet Ozodicera och familjen storharkrankar. Inga underarter finns listade i Catalogue of Life.